# Pari (film)
Pour les articles homonymes, voir Pari.
Pari (en persan: پری) est un film iranien réalisé par Dariush Mehrjui en 1995. Le film est une adaptation non autorisée du livre de J. D. Salinger Franny et Zooey (1961)[réf. souhaitée].

## Synopsis
Pari est une étudiante en littérature à l’université de Téhéran. C'est une fille enragée et confiante qui projette ses conflits intérieurs par des agressions à l’endroit de son tuteur, son fiancé et son frère. Elle est au bord du choc nerveux et du suicide.
Un vieux livre soufi intitulé Solouk l’aide à entreprendre un retour mystique en elle-même et à découvrir celle qu’elle est réellement. Son frère l’aide à parcourir son chemin.

## Fiches techniques
- Titre original : Pari
- Réalisation : Dariush Mehrjui
- Année de production : 1994
- Année de sortie : 1995
- Durée : 115 minutes
- Pays :  Iran

## Distribution
- Niki Karimi: Pari
- Khosro Shakibaei: Assad
- Ali Mossafa
- Tooran Mehrzad
- Farhad Djam
- Parsa Pirouzfar
- Mohammad Reza Sharifinia
- Janett Avanessian
- Jaleh Alow
- Kivan Rostaminejad
- Amir Hossein Shariffi